# Даукеев, Серикбек Жусупбекович
Даукеев Серикбек Жусупбекович (род. 7 февраля 1950) — политический деятель Казахстана, трижды министр Казахстана. Президент Академии наук Республики Казахстан.

## Биография
Родился 17 февраля 1950 года в городе Семипалатинск. Происходит из подрода Нурбике-Шаншар рода каракесек племени аргын.
- В 1972 году закончил Казахский политехнический институт им. В.И. Ленина (по специальности «горный инженеp-геофизик»).
- В 1989 году защитил кандидатскую (кандидат геолого-минералогических наук).
- В 1996 году защитил докторскую диссертацию по геолого-минералогическим наукам.

## Карьера
1972—1983 — инженер-геофизик, старший геофизик, главный инженер, начальник полевой партии, главный геофизик Илийской геофизической экспедиции, Каскеленский район Алма-Атинской области.
1983—1987 — главный инженер, начальник Алма-Атинской геофизической экспедиции ПГО «Казгеофизика», город Алма-Ата.
1987—1988 — главный геофизик ПГО «Казгеофизика», город Алма-Ата.
1988—1992 — начальник Алма-Атинской геофизической экспедиции, гор. Алма-Ата.
апрель 1992- ноябрь 1993 — первый заместитель министра геологии и охраны недр Казахстана, гор. Алма-Ата.
с ноября 1993—1997 — министр геологии и охраны недр Казахстана, гор. Алма-Ата. Одновременно — главный редактор журнала «Минеральные ресурсы Казахстана».
1997 — председатель Комитета геологии, охраны и использования недр — вице-министр энергетики и природных ресурсов Казахстана, гор. Алма-Ата.
1997—1999 — министр экологии и природных ресурсов Казахстана, город Кокшетау.
1999—2000 — министр природных ресурсов и охраны окружающей среды Казахстана, гор. Кокшетау.
2000—2002 — аким Атырауской (Гурьевской) области, гор. Атырау. Одновременно — член Совета директоров Национальной нефтяной компании «Казахойл» и Банка развития Казахстана.
С 8 апреля 2002 — директор РГП «Институт геологических наук имени К. И. Сатпаева» Министерства образования и науки РК.
С 16 апреля 2002 по 22 октября 2003 — президент Государственного учреждения «Национальная академия наук Республики Казахстан».(Указ Президента Республики Казахстан от 15 апреля 2002 года № 849.)
С 2007 года — Председатель совета директоров АО «Казнефтехим».
С июня 2013 — член Совета директоров — независимый директор АО «Казгеология».
По состоянию на 2020 год — председатель совета директоров Алматинского университета энергетики и связи имени его брата Гумарбека Даукеева.
Научные звания
- Академик Национальной Академии наук Казахстана,
- Академик Академии минеральных ресурсов Казахстана,
- Академик Международной академии минеральных ресурсов,
- Академик Инженерной академии Казахстана,
- Академик Международной инженерной академии.
- Президент Общества геофизиков Казахстана.
- Президент Казахстанского общества геологов «Казгео».
- Член Международной ассоциации геофизиков-нефтяников.

## Работы
Соавтор книг:
- «Континентальные впадины Центральной и Восточной Азии» (1988);
- «Методика и технология вибросейсмических работ с элементами высокого разрешения» (1989).

Автор 50 научных работ по полезным ископаемым.
Разработчик «Концепции регулирования и управления систем недропользования в условиях рыночной экономики» (1993).

## Награды
- Медаль «За трудовую доблесть» (1986)[6][7]
- Орден «Курмет» (1999)[8]
- Медаль «20 лет Астане» (2018)[9]

## Семья
- Отец — Даукеев Жусупбек (1908—1990).
- Мать — Беспаева Менсафа (1919 г.р.).
- Брат — Даукеев Гумарбек Жусупбекович (1948—2014) (кандидат технических наук, ректор Алматинского университета энергетики и связи).
- Двоюродный брат — Даукеев Диас Кенжебекович (1941 - 2012) (доктор физико-математических наук, бывш. замминистра науки и новых технологий Казахстана, сотрудник «Казахойла»).
- Племянник - Даукеев Тимур Гумарбекович
- Жена — Даукеева Майраш Ермагамбетовна (геофизик).
- Сын — Данияр (1974 г.р.).
- Внуки - Айя , Алсу , Карина , Лола , Мустафа